# Сезар (кінопремія, 2009)
34-та церемонія вручення нагород премії «Сезар» Академії мистецтв та технологій кінематографа за заслуги у царині французького кінематографу за 2008 рік відбулася 27 лютого 2009 року в Театрі Шатле (Париж, Франція).
Церемонія проходила під головуванням Шарлотти Генсбур, розпорядником та ведучим виступив французький актор, режисер та сценарист Антуан де Кон. Найкращим фільмом визнано стрічку Серафина з Санліса режисера Мартена Прово.

## Статистика
Фільми, що отримали декілька номінацій:
| Фільм                                                                    | Номінації | Перемоги |
| ------------------------------------------------------------------------ | --------- | -------- |
| • Ворог держави № 1 / L'Instinct de mort                                 | 10        | 3        |
| • Перший день життя, що залишилося / Le Premier Jour du reste de ta vie  | 9         | 3        |
| • Різдвяна казка / Un conte de Noël                                      | 9         | 1        |
| • Серафина з Санліса / Séraphine                                         | 9         | 7        |
| • Клас / Entre les murs                                                  | 6         | 1        |
| • Я так давно тебе кохаю / Il y a longtemps que je t'aime                | 6         | 2        |
| • Париж! Париж! / Faubourg 36                                            | 5         | —        |
| • Париж / Paris                                                          | 3         | —        |
| • Два дні для вбивства / Deux jours à tuer                               | 3         | —        |
| • Дім / Home                                                             | 3         | —        |
| • Очаровашка / La Belle Personne                                         | 3         | —        |
| • Саган / Sagan                                                          | 3         | —        |
| • Версаль / Versailles                                                   | 2         | —        |
| • Дівчина з Монако / La Fille de Monaco                                  | 2         | —        |
| • Допоможи собі сам, тоді Бог тобі допоможе / Aide-toi, le ciel t'aidera | 2         | —        |
| • Злочини — це наш бізнес / Le crime est notre affaire                   | 2         | —        |

## Список лауреатів та номінантів
★Переможців виділено окремим кольором.

### Основні категорії
| Категорії                        | Лауреати та номінанти | Лауреати та номінанти |                                                                                  |
| -------------------------------- | --- | --- | -------------------------------------------------------------------------------- |
| Найкращий фільм                  | ★ Серафина з Санліса / Séraphine (продюсери: Мілена Пойло, Жиль Сакуто; реж.: Мартен Прово)                                                                  | ★ Серафина з Санліса / Séraphine (продюсери: Мілена Пойло, Жиль Сакуто; реж.: Мартен Прово)                                                                  |                                                                                  |
| Найкращий фільм                  | • Клас / Entre les murs (продюсери: Каролін Беньо, Кароль Скотта; реж.: Лоран Канте)                                                                         | |                                                                                  |
| Найкращий фільм                  | • Я так давно тебе кохаю / Il y a longtemps que je t'aime (продюсер: Ів Марміон; реж.: Філіпп Клодель)                                                       | |                                                                                  |
| Найкращий фільм                  | • Мері́н (дилогія: «Ворог держави № 1» та «Ворог держави № 1: Легенда») (продюсер: Тома Лангманн; реж.: Жан-Франсуа Ріше)                                     | |                                                                                  |
| Найкращий фільм                  | • Париж / Paris (продюсер: Брюно Леві; реж.: Седрік Клапіш)                                                                                                  | |                                                                                  |
| Найкращий фільм                  | • Перший день життя, що залишилося (продюсери: Ерік Альтмаєр, Ніколя Альтмаєр, Ізабель Грелла; реж.: Ремі Безансон)                                          | |                                                                                  |
| Найкращий фільм                  | • Різдвяна казка / Un conte de Noël (продюсер: Паскаль Кочето; реж.: Арно Деплешен)                                                                          | |                                                                                  |
| Найкраща режисерська робота      | | ★ Жан-Франсуа Ріше за фільми «Ворог держави № 1» та «Ворог держави № 1: Легенда»                                                                             | ★ Жан-Франсуа Ріше за фільми «Ворог держави № 1» та «Ворог держави № 1: Легенда» |
| Найкраща режисерська робота      | • Лоран Канте — «Клас» | |                                                                                  |
| Найкраща режисерська робота      | • Ремі Безансон (Rémi Bezançon) — «Перший день життя, що залишилося»                                                                                         | |                                                                                  |
| Найкраща режисерська робота      | • Мартен Прово (Martin Provost) — «Серафина з Санліса» | |                                                                                  |
| Найкраща режисерська робота      | • Арно Деплешен — «Різдвяна казка» | |                                                                                  |
| Найкращий актор                  | | ★ Венсан Кассель — «Ворог держави № 1» та «Ворог держави № 1: Легенда» (за роль Жака Меріна)                                                                 |                                                                                  |
| Найкращий актор                  | • Франсуа-Ксав'є Демезон (François-Xavier Demaison) — «Колюш, історія одного хлопця» (Coluche, l'histoire d'un mec) (за роль Колюша)                         | |                                                                                  |
| Найкращий актор                  | • Гійом Депардьє (посмертно) — «Версаль» (Versailles (film, 2008)) (за роль Дам'єна)                                                                         | |                                                                                  |
| Найкращий актор                  | • Альбер Дюпонтель — «Два дні для вбивства» (Deux jours à tuer) (за роль Антуана)                                                                            | |                                                                                  |
| Найкращий актор                  | • Жак Гамблен (Jacques Gamblin) — «Перший день життя, що залишилося» (за роль Робера Дюваля)                                                                 | |                                                                                  |
| Найкраща акторка                 | | ★ Йоланда Моро — «Серафина з Санліса» (за роль Серафіни Луї)                                                                                                 |                                                                                  |
| Найкраща акторка                 | • Катрін Фро — «Злочини — це наш бізнес» (Le crime est notre affaire (film)) (за роль Пруденс Бересфорд)                                                     | |                                                                                  |
| Найкраща акторка                 | • Крістін Скотт Томас — «Я так давно тебе кохаю» (за роль Жульєтти Фантен)                                                                                   | |                                                                                  |
| Найкраща акторка                 | • Тільда Свінтон — «Джулія» (Julia (film, 2008)) (за роль Джулії)                                                                                            | |                                                                                  |
| Найкраща акторка                 | • Сільвія Тестю — «Саган» (Sagan (film)) (за роль Франсуази Саган)                                                                                           | |                                                                                  |
| Найкращий актор другого плану    | | ★Жан-Поль Руссійон (Jean-Paul Roussillon) — «Різдвяна казка» (за роль Абеля)                                                                                 | ★Жан-Поль Руссійон (Jean-Paul Roussillon) — «Різдвяна казка» (за роль Абеля)     |
| Найкращий актор другого плану    | • Бенжамін Біолей (Benjamin Biolay) — «Стелла» (за роль Сержа, батька Стелли)                                                                                | |                                                                                  |
| Найкращий актор другого плану    | • Клод Ріш — «Допоможи собі сам, тоді Бог тобі допоможе» (Aide-toi, le ciel t'aidera (film)) (за роль Робера)                                                | |                                                                                  |
| Найкращий актор другого плану    | • П'єр Ванек (Pierre Vaneck) — «Два дні для вбивства» (за роль батька Антуана)                                                                               | |                                                                                  |
| Найкращий актор другого плану    | • Рошді Зем — «Дівчина з Монако» (за роль Крістофа Абаді) | |                                                                                  |
| Найкраща акторка другого плану   | | ★ Ельза Зільберштейн — «Я так давно тебе кохаю» (за роль Леа)                                                                                                |                                                                                  |
| Найкраща акторка другого плану   | • Жанна Балібар — «Саган» (за роль Пеґґі Роше) | |                                                                                  |
| Найкраща акторка другого плану   | • Анн Косіньї — «Різдвяна казка» (за роль Елізабет) | |                                                                                  |
| Найкраща акторка другого плану   | • Едіт Скоб — «Літній час» (L'Heure d'été) (за роль Елен Бертьє)                                                                                             | |                                                                                  |
| Найкраща акторка другого плану   | • Карін Віар — «Париж» (за роль булочниці) | |                                                                                  |
| Найперспективніший актор         | | ★ Марк-Андре Гронден — «Перший день життя, що залишилося» (за роль Рафаеля Дюваля)                                                                           |                                                                                  |
| Найперспективніший актор         | • Ральф Амуссу (Ralph Amoussou) — «Допоможи собі сам, тоді Бог тобі допоможе» (за роль Віктора)                                                              | |                                                                                  |
| Найперспективніший актор         | • Лорен Капеллуто — «Різдвяна казка» (за роль Симона) | |                                                                                  |
| Найперспективніший актор         | • Грегуар Лепренс-Ренге — «Очаровашка» (La Belle Personne) (за роль Отто)                                                                                    | |                                                                                  |
| Найперспективніший актор         | • Піо Мармай — «Перший день життя, що залишилося» (за роль Альбера Дюваля)                                                                                   | |                                                                                  |
| Найперспективніша акторка        | | ★ Дебора Франсуа — «Перший день життя, що залишилося» (за роль Флер Дюваль)                                                                                  |                                                                                  |
| Найперспективніша акторка        | • Марілу Беррі (Marilou Berry) — «Потвора Мелані» (Vilaine (film)) (за роль Мелані Люпен)                                                                    | |                                                                                  |
| Найперспективніша акторка        | • Луїз Бургуан — «Дівчина з Монако» (за роль Одрі Варелла)                                                                                                   | |                                                                                  |
| Найперспективніша акторка        | • Анаїс Демустьє — «Дорослі люди» (Les Grandes Personnes (film, 2007)) (за роль Жанни)                                                                       | |                                                                                  |
| Найперспективніша акторка        | • Леа Сейду — «Очаровашка» (за роль Жуні) | |                                                                                  |
| Найкращий оригінальний сценарій  | | ★ Марк Абдельнур (Marc Abdelnour) та Мартен Прово — «Серафина з Санліса»                                                                                     |                                                                                  |
| Найкращий оригінальний сценарій  | • Данні Бун, Александр Шарло (Alexandre Charlot) та Франк Маньє (Franck Magnier) — «Завітайте, порегочемо!»                                                  | |                                                                                  |
| Найкращий оригінальний сценарій  | • Філіпп Клодель — «Я так давно тебе кохаю» | |                                                                                  |
| Найкращий оригінальний сценарій  | • Ремі Безансон — «Перший день життя, що залишилося» | |                                                                                  |
| Найкращий оригінальний сценарій  | • Еммануель Бурдьє та Арно Деплешен — «Різдвяна казка» | |                                                                                  |
| Найкращий адаптований сценарій   | ★ Франсуа Беґодо (François Bégaudeau), Робен Кампійо та Лоран Канте — «Клас»                                                                                 | ★ Франсуа Беґодо (François Bégaudeau), Робен Кампійо та Лоран Канте — «Клас»                                                                                 |                                                                                  |
| Найкращий адаптований сценарій   | • Крістоф Оноре та Жиль Торан (Gilles Taurand) — «Очаровашка»                                                                                                | |                                                                                  |
| Найкращий адаптований сценарій   | • Франсуа Кавільйолі, Клеменс Де Бівіль та Наталі Лафорі — «Злочини — це наш бізнес»                                                                         | |                                                                                  |
| Найкращий адаптований сценарій   | • Ерік Ассус (Éric Assous), Жан Бекер (Jean Becker) та Франсуа д'Епену (François d'Épenoux) — «Два дні для вбивства»                                         | |                                                                                  |
| Найкращий адаптований сценарій   | • Абдель Рауф Дафрі (Abdel Raouf Dafri) та Жан-Франсуа Ріше — «Ворог держави № 1» та «Ворог держави № 1: Легенда»                                            | |                                                                                  |
| Найкраща музика до фільму        | ★ Майкл Галассо за музику до фільму «Серафина з Санліса» | ★ Майкл Галассо за музику до фільму «Серафина з Санліса» |                                                                                  |
| Найкраща музика до фільму        | • Рейнгардт Вагнер (Reinhardt Wagner) — «Париж! Париж!» | |                                                                                  |
| Найкраща музика до фільму        | • Жан-Луї Обер (Jean-Louis Aubert) — «Я так давно тебе кохаю»                                                                                                | |                                                                                  |
| Найкраща музика до фільму        | • Марко Белтрамі та Маркус Трампп — «Ворог держави № 1» та «Ворог держави № 1: Легенда»                                                                      | |                                                                                  |
| Найкраща музика до фільму        | • Сінклер (Sinclair (chanteur)) — «Перший день життя, що залишилося»                                                                                         | |                                                                                  |
| Найкращий монтаж                 | ★Софі Рейне (Sophie Reine) — «Перший день життя, що залишилося»                                                                                              | ★Софі Рейне (Sophie Reine) — «Перший день життя, що залишилося»                                                                                              |                                                                                  |
| Найкращий монтаж                 | • Робен Кампійо і Стефани Легер — «Клас» | |                                                                                  |
| Найкращий монтаж                 | • Білл Панков (Bill Pankow), Ерве Шнайд — «Ворог держави № 1» та «Ворог держави № 1: Легенда»                                                                | |                                                                                  |
| Найкращий монтаж                 | • Френсін Сандберг — «Париж» | |                                                                                  |
| Найкращий монтаж                 | • Лоранс Бріо (Laurence Briaud) — «Різдвяна казка» | |                                                                                  |
| Найкраща операторська робота     | ★ Лоран Брюне (Laurent Brunet) — «Серафина з Санліса» | ★ Лоран Брюне (Laurent Brunet) — «Серафина з Санліса» |                                                                                  |
| Найкраща операторська робота     | • Том Стерн (Tom Stern (cinematographer)) — «Париж! Париж!»                                                                                                  | |                                                                                  |
| Найкраща операторська робота     | • Аньєс Годар — «Дім» | |                                                                                  |
| Найкраща операторська робота     | • Роберт Ганц — «Ворог держави № 1» та «Ворог держави № 1: Легенда»                                                                                          | |                                                                                  |
| Найкраща операторська робота     | • Ерік Готьє — «Різдвяна казка» | |                                                                                  |
| Найкращі декорації               | ★ Т'єррі Франсуа (Thierry François) — «Серафина з Санліса»                                                                                                   | ★ Т'єррі Франсуа (Thierry François) — «Серафина з Санліса»                                                                                                   |                                                                                  |
| Найкращі декорації               | • Олів'є Рюкс (Olivier Raoux) — «Шибеники з Тимпельбаха» | |                                                                                  |
| Найкращі декорації               | • Жан Рабасс (Jean Rabasse) — «Париж! Париж!» | |                                                                                  |
| Найкращі декорації               | • Іван Нікласс (Ivan Niclass) — «Дім» | |                                                                                  |
| Найкращі декорації               | • Еміль Ґіґо — «Ворог держави № 1» та «Ворог держави № 1: Легенда»                                                                                           | |                                                                                  |
| Найкращі костюми                 | ★ Мадлін Фонтен (Madeline Fontaine) — «Серафина з Санліса»                                                                                                   | ★ Мадлін Фонтен (Madeline Fontaine) — «Серафина з Санліса»                                                                                                   |                                                                                  |
| Найкращі костюми                 | • Карін Сарфаті — «Париж! Париж!» | |                                                                                  |
| Найкращі костюми                 | • П'єр-Жан Ларрок (Pierre-Jean Larroque) — «Жінки-агенти» | |                                                                                  |
| Найкращі костюми                 | • Вірджинія Монтель — «Ворог держави № 1» та «Ворог держави № 1: Легенда»                                                                                    | |                                                                                  |
| Найкращі костюми                 | • Наталі дю Роскот — «Саган» | |                                                                                  |
| Найкращий звук                   | ★ Ерве Бюїретт, Франсуа Гру (François Groult), Жерар Арді, Жан Мінондо, Лоїк Пріан та Александр Відмер — «Ворог держави № 1» та «Ворог держави № 1: Легенда» | ★ Ерве Бюїретт, Франсуа Гру (François Groult), Жерар Арді, Жан Мінондо, Лоїк Пріан та Александр Відмер — «Ворог держави № 1» та «Ворог держави № 1: Легенда» |                                                                                  |
| Найкращий звук                   | • Жан-П'єр Лафорс, Олів'є Мовезен та Аньєс Равез — «Клас» | |                                                                                  |
| Найкращий звук                   | • Роман Дімні, Венсан Гужон та Даніель Собріно — «Париж! Париж!»                                                                                             | |                                                                                  |
| Найкращий звук                   | • Еммануель Крозе, Інґрід Рале та Філіпп Вандендріш (Philippe Vandendriessche) — «Серафина з Санліса»                                                        | |                                                                                  |
| Найкращий звук                   | • Ніколя Кантен, Жан-П'єр Лафорс та Сільван Мельбран — «Різдвяна казка»                                                                                      | |                                                                                  |
| Найкращий дебютний фільм         | ★ «Я так давно тебе кохаю» — реж.: Філіпп Клодель, продюсер: Ів Марміон                                                                                      | ★ «Я так давно тебе кохаю» — реж.: Філіпп Клодель, продюсер: Ів Марміон                                                                                      |                                                                                  |
| Найкращий дебютний фільм         | • «Дім» — реж.: Урсула Маєр, продюсери: Дені Фрейд, Тьєррі Спіше, Єлена Татті, Дені Делькамп                                                                 | |                                                                                  |
| Найкращий дебютний фільм         | • «Маскарад» (Mascarades) — реж.: Льє Салем (Lyes Salem), продюсер: Ізабель Мадлен                                                                           | |                                                                                  |
| Найкращий дебютний фільм         | • «Для неї» — реж.: Фред Кавайє (Fred Cavayé), продюсери: Олів'є Делбоск, Ерік Єхельманн, Марк Міссоньє                                                      | |                                                                                  |
| Найкращий дебютний фільм         | • «Версаль» — реж.: П'єр Шоллер, продюсери: Жералдін Мішело, Філіпп Мартен                                                                                   | |                                                                                  |
| Найкращий документальний фільм   | ★ Узбережжя Аньєс / Les Plages d'Agnès (реж.: Аньєс Варда)                                                                                                   | ★ Узбережжя Аньєс / Les Plages d'Agnès (реж.: Аньєс Варда)                                                                                                   |                                                                                  |
| Найкращий документальний фільм   | • Її звуть Сабіна / Elle s'appelle Sabine (реж.: Сандрін Боннер)                                                                                             | |                                                                                  |
| Найкращий документальний фільм   | • Я буду спати в Голлівуді / J'irai dormir à Hollywood (реж.: Антуан де Максімі)                                                                             | |                                                                                  |
| Найкращий документальний фільм   | • Табарлі / Tabarly (реж.: П'єр Марсель) | |                                                                                  |
| Найкращий документальний фільм   | • Сучасне життя: Портрети селян / La Vie moderne (реж.: Раймон Депардон)                                                                                     | |                                                                                  |
| Найкращий короткометражний фільм | ★ Крихти / Les Miettes (реж.: П'єр Піно) | ★ Крихти / Les Miettes (реж.: П'єр Піно) |                                                                                  |
| Найкращий короткометражний фільм | • Втрачений рай / Les Paradis perdus (реж.: Ельє Сістерн) | |                                                                                  |
| Найкращий короткометражний фільм | • Розкол / Skhizein (реж.: Жеремі Клапен) | |                                                                                  |
| Найкращий короткометражний фільм | • Таксі Вала / Taxi wala (реж.: Лола Фредерік) | |                                                                                  |
| Найкращий короткометражний фільм | • Особливий урок / Une leçon particulière (реж.: Рафаель Шевенман)                                                                                           | |                                                                                  |
| Найкращий фільм іноземною мовою  | Ізраїль ★ Вальс із Баширом / ואלס עם באשיר (Ізраїль, реж. Арі Фольман)                                                                                       | Ізраїль ★ Вальс із Баширом / ואלס עם באשיר (Ізраїль, реж. Арі Фольман)                                                                                       |                                                                                  |
| Найкращий фільм іноземною мовою  | Італія • Гомора / Gomorra (Італія, реж. Маттео Ґарроне) | |                                                                                  |
| Найкращий фільм іноземною мовою  | США • В диких умовах / Into the Wild (США, реж. Шон Пенн) | |                                                                                  |
| Найкращий фільм іноземною мовою  | США • Нафта / There Will Be Blood (США, реж. Пол Томас Андерсон)                                                                                             | |                                                                                  |
| Найкращий фільм іноземною мовою  | США • Коханці / Two Lovers (США, реж. Джеймс Грей) | |                                                                                  |
| Найкращий фільм іноземною мовою  | Бельгія • Ельдорадо / Eldorado (Бельгія, реж. Булі Ланнерс)                                                                                                  | |                                                                                  |
| Найкращий фільм іноземною мовою  | Бельгія • Мовчання Лорни / Le Silence de Lorna (Бельгія, реж. Жан-П'єр Дарденн та Люк Дарденн)                                                               | |                                                                                  |

### Спеціальні нагороди
| Нагорода         | Лауреати | Лауреати         |
| ---------------- | -------- | ---------------- |
| Почесний «Сезар» |          | ★ Дастін Гоффман |